# هروب ماريل الجماعي

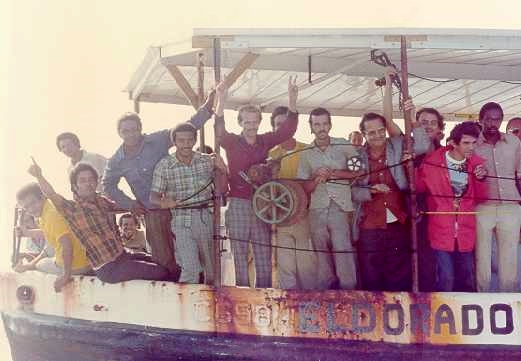
لاجئون كوبيون في قارب مليء بالمهاجرين.

هروب ماريل الجماعي (بالإنجليزية: Mariel boatlift)‏ و(بالإسبانية: Éxodo del Mariel)‏ هو هجرة جماعية غير شرعية لمواطنين كوبيين حدثت ما بين 15 أبريل و31 أكتوبر 1980. كان سبب الهجرة هو الانخفاض الحاد الذي شهده اقتصاد كوبا في ذاك الوقت الذي أدى إلى توترات داخلية داخل الجزيرة مما حدا بعشرة آلاف كوبي بطلب حق اللجوء في سفارة البيرو. بعد ذلك ، في اليوم التالي منحت الحكومة الكوبية الإذن بالهجرة للكوبيين الذين لجأوا إلى سفارة البيرو، ثم بدأت الهجرة الجماعية من ميناء ماريل البحري بعد وقت قصير ، ونظم الهروب بالتوافق مع أمريكيين-كوبيين والرئيس الكوبي فيدل كاسترو.

## نهاية الهجرة
قامت الحكومة الكوبية بعد ذلك بإغلاق ميناء ماريل، قدر عدد المهاجرين إلى الساحل الشرقي للولايات المتحدة بحوالي 125,000 في 1700 قارب منهم 27 متوفي، وضع بعضهم في مخيمات للاجئين، والبعض الآخر قد وضع في سجون فيدرالية انتظاراً لجلسات الاستماع في انتظار النطق بالحكم بالترحيل .

## العواقب
صنف 2% من المهاجرين كمجرمين عنيفين وأنكرت حقوق مواطنتهم.